# Топоркі
Топоркі (пол. Toporki) — село в Польщі, у гміні Кліщелі Гайнівського повіту Підляського воєводства.
Населення — 112 осіб (2011).
У 1975-1998 роках село належало до Білостоцького воєводства.

## Демографія
Демографічна структура станом на 31 березня 2011 року:
|          | Загалом | Допрацездатний вік | Працездатний вік | Постпрацездатний вік |
| -------- | ------- | ------------------ | ---------------- | -------------------- |
| Чоловіки | 59      | 5                  | 32               | 22                   |
| Жінки    | 53      | 4                  | 17               | 32                   |
| Разом    | 112     | 9                  | 49               | 54                   |